# 纽芬兰与拉布拉多议会
纽芬兰与拉布拉多議會（英語：Newfoundland and Labrador House of Assembly）是加拿大纽芬兰与拉布拉多省的立法機關。議會位於聖約翰斯。由40名議員組成。